# Resolución 249 del Consejo de Seguridad de las Naciones Unidas
La resolución 249 del Consejo de Seguridad de las Naciones Unidas, adoptada por unanimidad el 18 de abril de 1968, después de examinar la solicitud de Mauricio para la membresía en las Naciones Unidas, el Consejo recomendó a la Asamblea General que Mauricio fuese admitido.